# Beauftragter für den Haushalt
Bei deutschen Bundes- und Landesbehörden, die Staatseinnahmen oder Staatsausgaben bewirtschaften, ist ein Beauftragter für den Haushalt (BfdH) zu bestellen, es sei denn, der Behördenleiter nimmt diese Aufgabe selbst wahr, was vor allem bei kleineren Dienststellen der Fall sein kann. Der BfdH ist dem Leiter der Dienststelle in der Regel unmittelbar unterstellt.
Rechtsgrundlage für die Bestellung eines Beauftragten für den Haushalt sind § 9 Bundeshaushaltsordnung (BHO) und § 9 Landeshaushaltsordnung (LHO) diverser Bundesländer.
Die Aufgaben des BfdH sind nach § 9 BHO/§ 9 LHO insbesondere die Aufstellung der Unterlagen für die Finanzplanung und den Entwurf des Haushaltsplans, Ausführung des Haushaltsplans und Mitwirkung bei Maßnahmen von finanzieller Bedeutung. Einzelne Aufgaben können übertragen werden. Die Gesamtverantwortung bleibt jedoch unberührt.
Bei Kommunen wird die entsprechende Stelle Kämmerer genannt, bei Hochschulen – vor allem solchen mit Rektoratsverfassung – Kanzler. Ein freiwirtschaftliches Äquivalent für den BfdH stellt der kaufmännische Geschäftsführer (aus dem Angelsächsischen: CFO) dar.